# Ange-Emmanuel Naundorff
Pour les articles homonymes, voir Naundorff.
Ange Emmanuel Naundorff, dit aussi Ange-Emmanuel de Bourbon, né le 14 mars 1843 à Londres et mort le 13 février 1878 à Jakarta, est le neuvième enfant et le cinquième fils de Karl-Wilhelm Naundorff, le plus célèbre de ceux qui, au XIXe siècle, prétendirent être le dauphin Louis XVII, fils du roi Louis XVI et de Marie-Antoinette d'Autriche, officiellement mort à la Tour du Temple. Il porte le titre de courtoisie de « comte de Poitiers ».

## Biographie
Ange-Emmanuel Naundorff est né le 14 mars 1843 à Londres, de Karl-Wilhelm Naundorff (1785-1845) et de Jeanne Einert (1803-1888).
Il est officier ingénieur dans la Marine Royale des Pays-Bas et mène plusieurs opérations militaires dans les Indes Néerlandaises. Il meurt sans postérité à Jakarta à l'âge de 34 ans.

## Armoiries
| Blason | Blasonnement : D'azur à un sacré-cœur de gueules accompagné de trois fleurs de lys d'or. Commentaires : En 1879, Louis-Charles de Bourbon (« Charles XI ») (1831-1899) et sa sœur Amélie (1819-1891) décident de porter le Sacré-Cœur en « abîme » sur l'écu traditionnel des rois de France aux trois fleurs de lys. |